# Молуккский какаду
Молуккский какаду (лат. Cacatua moluccensis, син. Plyctolophus moluccensis) — птица семейства какаду.

## Внешний вид
Длина тела 46—52 см, средняя масса 850 г; самки несколько крупнее самцов. Окраска оперения белая, на голове, шее, груди и брюхе бледно-розовый оттенок. Подхвостье оранжево-жёлтое. Подкрылья оранжево-розовые. Длина хохолка примерно 15 см. Наружные перья белые, внутренние красно-оранжевые. Лапы тёмно-серые. Клюв чёрно-серый. Окологлазничное кольцо без перьев, белого цвета с синеватым оттенком. Самец и самка окрашены одинаково. Радужка у самца чёрная, у самки коричневая. Этот признак становится заметен на четвёртом году жизни.

## Распространение
Эндемик Индонезии. Обитает на южных Молуккских островах Серам и Амбон, ещё на двух небольших островах Сапаруа и Харуку, по всей видимости, вымер. Большая часть популяции распространена на Сераме, где местами это обычная птица (в частности, она многочисленна в национальном парке Манусела). В 1990-е годы численность какаду сократилась на 20-40 % и, по данным Международного союза охраны природы на середину 2010-х годов, продолжает сокращаться вследствие незаконного отлова и торговли. Другие факторы, негативно сказывающиеся на благополучии вида: коммерческая вырубка лесов, урбанизация и возведение линий электропередач, в результате которых природные места обитания этих птиц уменьшаются в размерах и подвергаются фрагментации.

## Образ жизни
Населяют влажные тропические леса, заболоченные леса, опушки, вырубки с небольшими группами деревьев, мангровые заросли, кокосовые насаждения, прибрежные зоны, до высоты 1000 м над уровнем моря. Держатся парами, мелкими и большими стаями (от 20 особей). Предпочитают высокие деревья. Ночуют группами до 16 птиц. Осторожные, в случае опасности быстро улетают. Наиболее активны рано утром и поздно днём. Питаются семенами, плодами (в том числе зелёными кокосовыми орехами), ягодами, орехами, насекомыми и их личинками. Может одной лапой держать еду, а клювом отламывать от неё куски. Во время дождя купаются, вися вниз головой и расправив крылья.

## Размножение
Гнездятся в высоких полых (мёртвых) деревьях. Гнездо выстилают древесной корой и трухой. В кладке обычно 2 яйца. Высиживание начинается с первого яйца. Интервал между яйцами 48 часов. Яйца высиживают оба родителя. Первый птенец выводится на 30-й день насиживания, второй — на 4 дня позже. Новорожденные птенцы весят 14—20 г. Молодые птенцы выходят из гнезда в возрасте 3 месяцев, но родители подкармливают их ещё месяц.

## Угрозы и охрана
Популяция насчитывает менее 10000 особей. В начале 1960 года внесён в Международную Красную книгу. Внесён в Приложение I САЙТС.

## Содержание
Это очень понятливый попугай, сильно привязывается к человеку. Способность к подражанию человеческой речи у него весьма ограничена. Он может произносить лишь отдельные слова, как правило, не более 10, и фразы. Хорошо подражает голосам животных. Продолжительность жизни 40—80 лет.

## Галерея

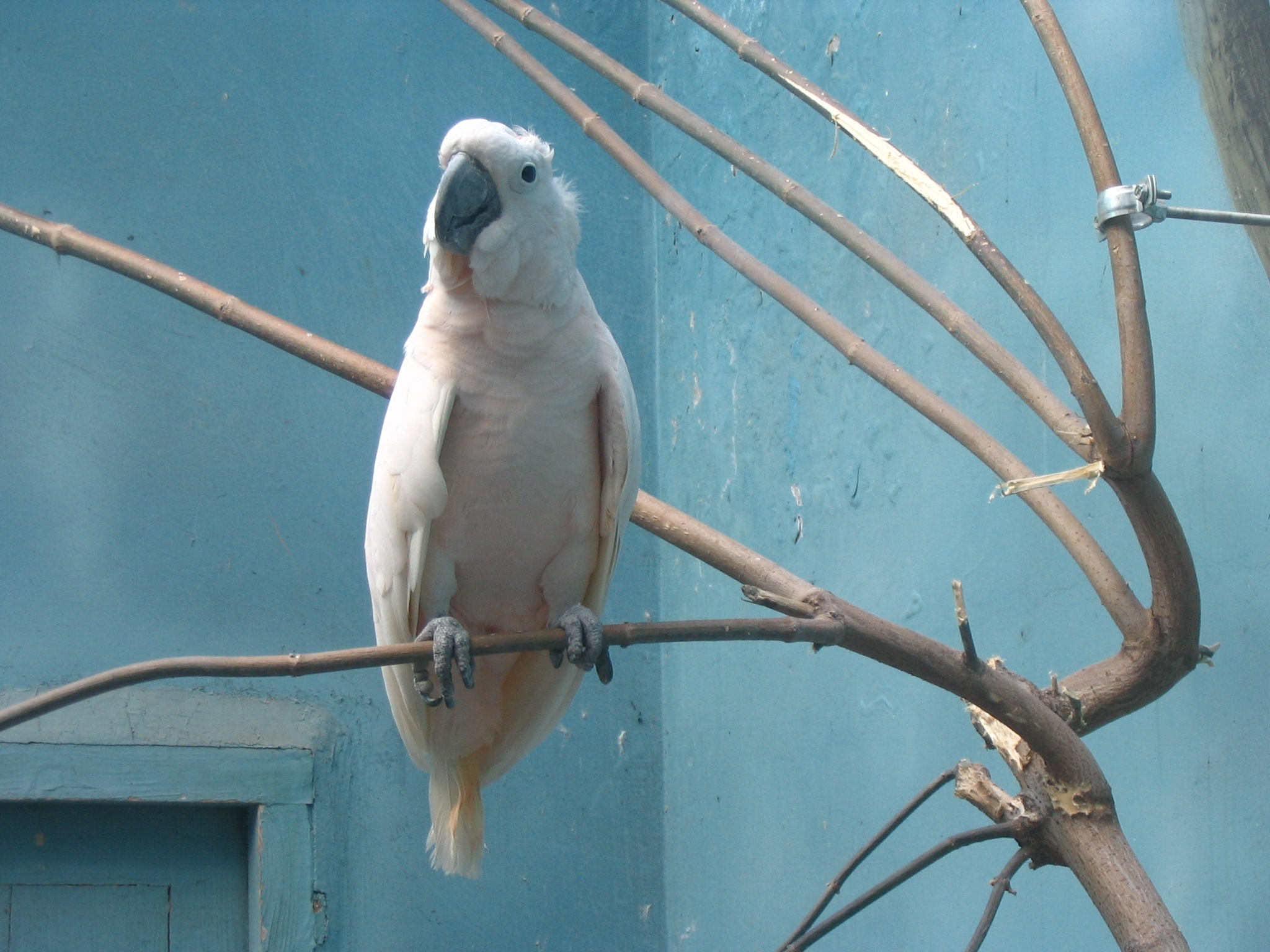
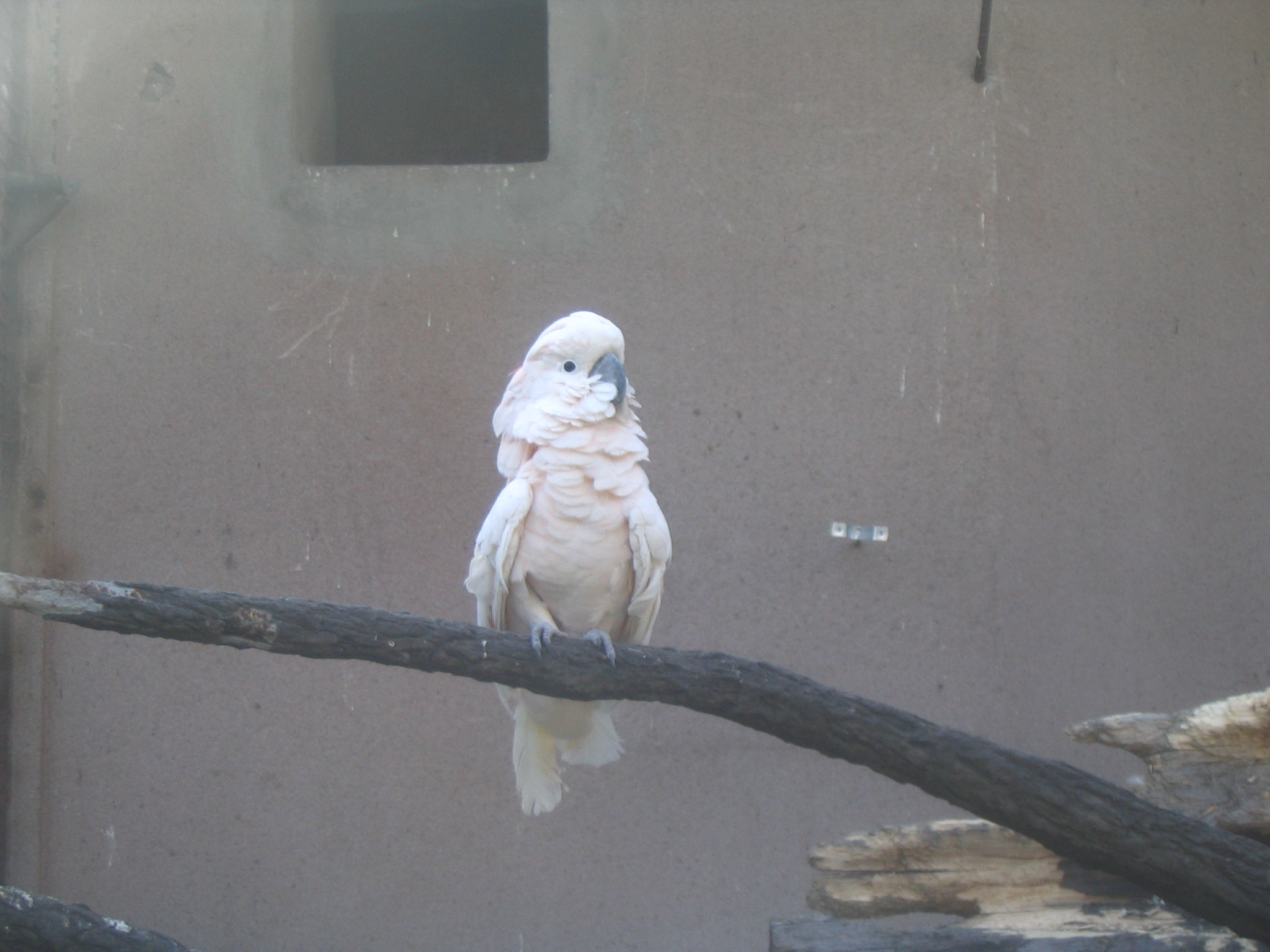